# ناحیه گرانت، شهرستان اوسیانا، میشیگان
ناحیه گرانت (به انگلیسی: Grant Township) یک منطقهٔ مسکونی در ایالات متحده آمریکا است که در شهرستان اوشنا، میشیگان واقع شده‌است.
 ناحیه گرانت ۹۲٫۷ کیلومتر مربع مساحت و ۲٬۹۷۶ نفر جمعیت دارد و ۲۱۳ متر بالاتر از سطح دریا واقع شده‌است.